# 박연미 (디자이너)
박연미는 대한민국의 북 디자이너이다. 홍익대학교 미술대학 시각디자인과 졸업 후, 동 대학원에서 시각디자인과 석사 학위를 취득했다. 시공사, 민음사를 거쳐 2015년부터 프리랜서 북 디자이너로 활동 중이다. 2012년 박연미가 디자인 한 《욕조》(김희진 지음, 민음사 발행)는 한국출판문화산업진흥원에서 '2012 디자인이 좋은 책' 우수상으로 선정되었다. 주요 작업으로는 《밀란 쿤데라 전집》(밀란 쿤데라 지음, 민음사 발행)과 문학 잡지 "릿터"(민음사 발행), 《감옥의 몽상》, 《레닌 전집》 등이 있다.

## 생애
박연미는 1983년 전주에서 태어나 2002년 홍익대학교 시각디자인과에 입학하여 디자인 공부를 시작했고, 이후 동 대학원에서 석사 학위를 받았다. 북디자이너 오진경 작업실에서 어시스턴트 생활을 거쳤고, 안상수 연구소에서 교과서 만드는 작업에 참여했다. 2009년 상반기, 시공사에서 6개월간 북 디자이너로 근무했다. 2009년 하반기 민음사에 입사해, 미술부에서 북디자이너로 5년 6개월 동안 근무하면서 다수의 단행본과 선집 디자인을 했다. 2015년 프리랜서로 독립해 현재(2021년 11월 기준 작성) 상업 출판, 독립 출판, 미술 출판 영역에서 활동 중이다. 숙명여자대학교, 이화여자대학교, 홍익대학교에서 시각디자인 교육을 했고, 현재 영남대학교에 출강하며 디자인 교육을 병행한다.

## 디자인적 특징

### 제목 디자인
박연미는 그의 논문 ‘한글 의성어의 타이포그라피적 표현에 관한 연구’ (2008, 홍익대학교 대학원 시각디자인학과 석사학위논문)에서 “한글이 소리 표현에 있어 풍부한 표현력을 가지고 있다”고 했다. 또 “궁극적으로 소리 표현에 뛰어난 한글의 장점은 앞으로 한글 타이포그라피 작업에 있어 그 실험성을 높여줄 수 있는 토대가 됨”을 밝혔다.
박연미가 디자인한 책의 제호(제목)의 형태적 특징은 수작업 레터링(《동물을 먹는다는 것에 대하여》), 디지털 레터링(《욕조》, 《유령이 신체를 얻을 때》), 기존 서체의 활용과 변형 등 여러 방식으로 나타난다. 제목의 배치적 특징은 어절과 음절의 의도적인 공간 분리와 제목의 뉘앙스를 해석하고 반영한 정렬 등이 있다. 박연미는 제목 표현에 관해 다음과 같이 인터뷰를 했다. “제목은 그 콘텐츠를 대표하잖아요. 저자와 편집자가 고심에 고심을 더한 결과물이고 독자가 책을 만날 때 맨 처음 읽어보게 되는 게 바로 제목이잖아요. 저는 그 제목이 주는 느낌, 환기력에 집중을 많이 하는 편입니다.”

### 물성
박연미는 책의 물성에 대한 생각을 밝힌 바 있다.
“사람들이 책이라는 매체를 선택하는 큰 이유 중 하나가 물성 때문 아닌가요? 저도 그게 좋아서 선택했고요. 일반적으로 전자책 시장에서는 간편하게 정보를 습득하거나 소유와 무관한 콘텐츠를 소비하고, 종이책 시장에서는 무엇보다 소장 욕구와 직결되는 콘텐츠를 소비하잖아요. (중략) 저는 예전부터 후가공 없이도 그 자체로 좋아 보이는 조형 만들기에 공을 들였는데, 물론 제작비 여건이 좋아 구현할 수 있을 땐 맥락에 맞춰 손으로 느껴지는 감각까지 실현하고요. 기본 조형이 잘 만들어진 책은 스크린에서나 매대에서나 동등하게 아름답게 보이죠. 가끔 온라인에서 본 것보다 실제 책이 못생겨 보일 때 좀 속았다는 기분이 들기도 하고요.”
박연미의 책의 물성에 대한 의식은 다층적인 접근이 필요한 하드커버(양장) 책의 디자인 구성에서 두드러지게 나타난다. 《잃어버린 시간을 찾아서》와 같이 자켓(겉표지)의 문법을 유지하면서 커버(속표지)에 응용/반영하기도 하고, 《욕조》와 같이 자켓과 커버에 서로 상충하는 이미지를 의도적으로 배치하기도 한다. 이러한 하드커버 북디자인에서의 자켓과 커버의 관계에 대한 고민은 ‘『무의미의 축제』, 속표지에 담긴 소심한 사심’에서 읽어볼 수 있다.
물성에 대한 고민은 책의 면지에도 적용되는데, 대표적으로 엄유정 작가의 《Baked Shapes》에서 작품 소재인 빵의 감각을 면지에 노루지로 구현한 것이 있다. (인터뷰 참고: https://webzine.munjang.or.kr/archives/143400)

### 협업을 통한 북디자인
2017년 이후 디자이너가 처음부터 직접 이미지를 제작하는 방식이 아닌 화가, 일러스트레이터, 사진가 등 다른 분야의 창작자와의 협업을 통해 표지 이미지를 만들어내는 작업물이 눈에 띈다.
“자수 작업자는 일러스트를 하고 계신 분인데 최근에 자수 작업을 하고 계셔서 의뢰를 드린 거였고, 다른 한 분은 페이퍼 아트 작업 스튜디오인데 보고 있다가 좋아서 의뢰를 드렸어요. 태국 분이라 메신저로 열심히 짧은 영어로 소통했어요. (중략) 페이퍼 워크 같은 경우는 태국 스튜디오에서 촬영해서 보내주신 거예요. 스튜디오에서 사진 촬영할 때 조명에 따라서도 달리 표현되잖아요. 컬러감뿐만 아니라 그림자에 따라 깊이감도 달라지고요. 그래서 실시간으로 메신저를 통해 조율했어요. 사진을 찍어서 보내주면 '이것보다는 이게 좋은 거 같아요. 이 정도 톤으로 해주면 좋을 것 같아요.'라고 실시간으로 소통을 해서 만들어낸 거예요.”

## 주요작품

### 《릿터》
민음사에서 발행하는 격월간 문학 잡지로 문학에 관한 글, 연재 소설이 실린다. 박연미가 창간호부터 디자인하고 있다(2021년 11월 기준, 32호). 178×258mm의 잡지 판형 위에 140×210mm의 문학 단행본 판형을 표지 이미지 영역으로 설정했으며, 본문의 레이아웃은 표지 디자인이 가지는 판형 차이를 따른다. 표지 이미지는 이재민(창간호), 김규호(7호), 파일드(23호), 맛깔손(31호) 등 동시대 그래픽 디자이너와 협업하기도 한다.

### 《밀란쿤데라 전집》
민음사에서 발행한 15권 구성의 전집이다. 박연미는 이 전집을 르네 마그리트 재단을 설득해 르네 마그리트 그림의 일부를 판형에 맞게 자르고 밀란 쿤데라의 작품과 대응시켜 디자인했다. 박연미는 책 출간 후 밀란 쿤데라에게 "무척 아름답고 그 이전에 본 적 없는 작업이라 아주 마음에 든다."고 메시지를 받았다.

### 《레닌 전집》
아고라에서 기획/발행 중이며 레닌의 모든 글을 다 출간하는 기획이다. 현재(2021년 11월 기준) 9권까지 출간됐다. 표지 디자인은 시리즈 제목이 들어간 글자 상자만을 공유하며, 뒷표지에는 해당 책이 쓰여진 연도를 크게 적는다. (시리즈의 59, 60은 물질과 비물질이 디자인했다.)

### 《잃어버린 시간을 찾아서》
민음사에서 2012년부터 발행 중인 마르셀 프루스트의 소설이다. 현재(2021년 11월 기준) 10권까지 출간됐다. 책이 새로 발간될 수록 표지 배경의 명도가 어두워진다.

## 작품 목록
- 크릿터 편집부 지음, 옮김, 《크릿터》, 민음사(2019~2021) (표지 그림: 1호 전현선, 2호 표지 사진: 김경태)
- 《문화의 안과 밖》 시리즈 (전16권), 민음사(2014~2018)
- 마르셀 프루스트 지음, 김희영 옮김, 《잃어버린 시간을 찾아서》(전 10권), 민음사(2012~2020)
- 밀란 쿤데라 지음, 《밀란쿤데라 전집》(전15권), 민음사(2011~2013) (표지 그림: 르네 마그리트)
- 스가쓰케 마사노부 지음, 현선 옮김《동물과 기계에서 벗어나》, 항해(2021)
- 호원숙 지음, 《정확하고 완전한 사랑의 기억》(띵007), 세미콜론(2021) (표지 그림: 서수연)
- 박완서 지음, 《그 많던 싱아는 누가 다 먹었을까》(박완서 타계 10주기 헌정 개정판), 웅진지식하우스(2021)
- 박완서 지음, 《그 산이 정말 거기 있었을까》(박완서 타계 10주기 헌정 개정판), 웅진지식하우스(2021)
- 지아 톨렌티노 지음, 노지양 옮김《트릭 미러》, 생각의힘(2021)
- 이경희 지음, 《그날, 그곳에서》, 안전가옥(2021) (표지 그림: 변영근)
- 허윤선 지음, 《내가 사랑하는 빨강》(띵008), 세미콜론(2021) (표지 그림: 아티스트 프루프)
- 윤이나 지음, 《지금 물 올리러 갑니다》(띵009), 세미콜론(2021) (표지 그림: 김다예)
- 채혜원 지음, 《혼자가 아니라는 감각: 베를린 페미니즘이 우리에게 말해주는 것》, 마티(2021)
- 기후위기와 싸우는 10대들 지음, 《지구는 인간만 없으면 돼》, 프로젝트P(2021)
- 리베카 솔닛 지음, 홍한별 옮김《해방자 신데렐라》, 반비(2021) (표지 그림: 아서 래컴)
- 한승무 지음, 《숲과 바다. 형제. 사진.》, 키치가치(2021)
- 김초엽 지음, 《우리가 빛의 속도로 갈 수 없다면》(20만 부 판매 기념 예스24 리커버), 허블(2021)
- 브라이언 헤어, 버네사 우즈 지음, 이민아 옮김《다정한 것이 살아남는다》, 디플롯(2021) (표지 그림: 엄유정)
- 프레드릭 배크만 지음, 최민우 옮김 《오베라는 남자》(예스리커버), 다산책방(2021)
- 이재인 지음, 《세련되게 해결해 드립니다, 백조 세탁소》, 안전가옥(2021) (표지 그림: 윤예지)
- 룬아 지음, 《아무렇지 않을 준비가 되었어》(띵011), 세미콜론(2021)
- 정의석 지음, 《미음의 마음》(띵012), 세미콜론(2021) (표지 그림: 곽명주)
- 케이틀린 도티 지음, 임희근 옮김, 《잘해봐야 시체가 되겠지만》, 반비(2020)
- 최승호 지음, 《최승호 시인의 말놀이 동시집》, 비룡소(2020) (표지 그림: 윤정주)
- 이다혜 지음, 《아침을 먹다가 생각한 것들》(띵001), 세미콜론(2020) (표지 그림: 윤예지)
- 미깡 지음, 《나라 잃은 백성처럼 마신 다음 날에는》(띵002), 세미콜론(2020)
- 황진태 지음, 《내 고향 서울엔》, 돌베개(2020)
- 한은형 지음, 《오늘도 초록》(띵003), 세미콜론(2020)
- 범유진 지음, 《선샤인의 완벽한 죽음》, 안전가옥(2020) (표지 그림: 권서영)
- 권윤덕 지음, 《나의 작은 화판》, 돌베개(2020)
- 세라 스마시 지음, 홍한별 《하틀랜드》, 반비(2020)
- 김성중 지음, 《에디 혹은 애슐리》, 창비(2020)
- 로런 엘킨 지음, 홍한별 옮김, 《도시를 걷는 여자들》, 반비(2020)
- 신형철 지음, 《정확한 사랑의 실험》(마음산책 스무 해 기념 리커버 에디션), 마음산책(2020)
- 실비아 플라스 지음, 공경희 옮김, 《벨 자》(마음산책 스무 해 기념 리커버 에디션), 마음산책(2020)
- 메리 올리버 지음, 민승남 옮김, 《완벽한 날들》(마음산책 스무 해 기념 리커버 에디션), 마음산책(2020)
- 김준영 지음, 《구해줘, 밥》, 한겨레출판(2020) (표지 그림: 곽명주)
- 이재호 지음, 《모쪼록 최선이었으면 하는 마음》(띵004), 세미콜론(2020) (표지 그림: 노준구)
- 김민철 지음, 《치즈 맛이 나니까 치즈맛이 난다고 했을 뿐인데》(띵005), 세미콜론(2020) (표지 아트워크:  고주연)
- 앤 가디너 퍼킨스 지음, 김진원 옮김, 《예일은 여자가 필요해》, 항해(2020)
- 크리스티앙 게-폴리캥 지음, 홍은주 옮김, 《눈의 무게》, 엘리(2020)
- 고수리 지음, 《엄마를 생각하면 마음이 바다처럼 짰다》(띵006), 세미콜론(2020) (표지 그림: 손은경)
- 니콜라 펜폴드 지음, 조남주 옮김, 《리와일드》, 나무를심는사람들(2020)
- 미셸린느 먼디 지음, 노은정 옮김, 《마음과 생각이 크는 책》(개정판 20권), 비룡소(2020) (표지 그림: R. W. 앨리)
- 에드워드 오스본 윌슨 지음, 이한음 옮김, 《창의성의 기원》, 사이언스북스(2020) (표지 그림: 엄유정)
- 엄유정 지음, 《Baked Shapes》, drawingwing(2019)
- 스가쓰케 마사노부 지음, 현선 옮김, 《앞으로의 교양》, 항해(2019)
- 마르그리트 뒤라스 지음, 윤진 옮김, 《마르그리트 뒤라스의 글》, 민음사(2019)
- 캐스린 하쿠프 지음, 김아린 옮김, 《괴물의 탄생》, 생각의힘(2019)
- 김승일 외 지음, 《교실의 시》, 돌베개(2019) (표지 그림: 윤미원)
- 최진영 지음, 《일주일》, 자음과모음(2019)
- 키키 키린 지음, 현선 옮김, 《키키 키린》, 항해(2019)
- 조예은 지음, 《뉴서울파크 젤리장수 대학살》, 안전가옥(2019) (표지 그림: 최지욱)
- 올리비에 르모 지음, 서희정 옮김, 《자발적 고독》, 돌베개(2019) (표지 그림: ssocim comics)
- 메그 월리처 지음, 김지원 옮김, 《여성의 설득》, 은행나무(2019)
- 김영민 지음, 《우리가 간신히 희망할 수 있는 것》, 사회평론(2019) (표지 그림: 이정호)
- 김민혜 지음, 《인스타걸》, 안전가옥(2019)
- 마르그리트 뒤라스 지음, 윤진 옮김, 《물질적 삶》, 민음사(2019)
- 블라디미르 일리치 레닌 지음, 최재훈 옮김, 《이른바 시장 문제에 관하여》, 아고라(2018)
- 장강명 지음, 《당선, 합격, 계급》, 민음사(2018)
- 현민 지음, 《감옥의 몽상》, 돌베개(2018)
- 다와다 요코 지음, 유라주 옮김, 《여행하는 말들》, 돌베개(2018) (표지 그림: 최진영)
- 노회찬 지음, 《우리가 꿈꾸는 나라》, 창비(2018)
- 고병권 지음, 《묵묵》, 돌베개(2018) (표지 그림: 김수진)

- 알랭 드 보통 지음, 정영목 옮김, 《여행의 기술》(교보문고 한정판 리커버 에디션), 청미래(2017)
- 조지프 푸어만 지음, 양병찬 옮김, 《라스푸틴》, 생각의힘(2017)
- 김탁환 지음, 《아름다운 그이는 사람이어라》, 돌베개(2017)
- 박하령 지음, 《반드시 다시 돌아온다》, 비룡소(2017) (표지 그림: 윤예지)
- 스기사께 마사노부 지음, 현선 옮김, 《물욕 없는 세계》, 항해(2017)
- 성유진, 이수진, 오소영 지음, 《남자 혼자 죽다》, 생각의 힘(2017)
- 스피노자의 정신 지음, 성귀수 옮김, 《세 명의 사기꾼 모세・예수・마호메트》, arte(아르테)(2017)
- 엘리자베스 길버트 지음, 박소현 옮김, 《빅매직》, 민음사(2017) (표지 아트워크:  teaspoon studio)
- 이광석 지음, 《데이터 사회 비판》, 책읽는 수요일(2017)
- 엘리자베스 길버트 지음, 노진선 옮김, 《먹고 기도하고 사랑하라》, 민음사(2017) (표지 아트워크:  klucy studio)
- 애드워드 윌슨 지음, 이한음 옮김, 《지구의 절반》, 사이언스북스(2017) (표지 그림: 엄유정)
- 매튜 매서 지음, 공보경 옮김, 《사이버 스톰》, 황금가지(2016)
- 장은수 지음, 《출판의 미래》, 오르트(2016)
- 김순배 지음, 《디어 클래식》, 책읽는수요일(2016)
- 레프 구밀료프 지음, 권기돈 옮김, 《상상의 왕국을 찾아서》, 새물결(2016)
- 에드워드 오스본 윌슨 지음, 최재천, 김길원 옮김, 《우리는 지금도 야생을 산다》, 사이언스북스(2016)
- 김경미 지음, 《그 한마디에 물들다》, 책읽는수요일(2016)
- 에드워드 윌슨 지음, 이한음 옮김, 《인간 존재의 의미》, 사이언스북스(2016) (표지 그림: 엄유정)
- 캐스린 하쿠프 지음, 이은영 옮김, 《죽이는 화학》, 생각의힘(2016)
- 윤미향 지음, 《25년간의 수요일》, 사이행성(2016)
- 치마만다 응고지 아다치에 지음, 김명남 옮김, 《우리는 모두 페미니스트가 되어야 합니다》, 창비(2016)
- 댄 자드라 지음, 주민아 옮김, 《파이브》, 앵글북스(2015)
- 곽준혁 지음, 《마키아벨리 다시 읽기》, 민음사(2014)
- 자크 데리다, 베르나르 스티글러 지음, 김재희, 진태원 옮김, 《에코그라피》, 민음사(2014)
- 엘리자베스 길버트 지음, 변용란 옮김, 《모든 것의 이름으로》, 민음사(2014)
- 밀란 쿤데라 지음, 방미경 옮김, 《무의미의 축제》, 민음사(2014)
- 토머스 메츠거 지음, 나성 옮김, 《곤경의 탈피》, 민음사(2014)
- 박민정 지음, 《유령이 신체를 얻을 때》, 민음사(2014)
- 김탁환, 이원태 지음, 《조선 누아르》, 민음사(2014)
- 후루이치 노리토시 지음, 이언숙 옮김, 《절망의 나라의 행복한 젊은이들》, 민음사(2014)
- KBS 역사저널 그날 제작팀 지음, 《역사저널 그날》, 민음사(2014)
- 이노우에 스스무 지음, 장원철, 이동철, 이정희 옮김, 《중국 출판문화사》, 민음사(2013)
- 《민음사 세계문학전집》 리뉴얼, 민음사(2013)
- 심보선 지음, 《그을린 예술》, 민음사(2013)
- 조용호 지음, 《떠다니네》, 민음사(2013)
- 존 카치오포, 윌리엄 패트릭 지음, 이원기 옮김, 《인간은 왜 외로움을 느끼는가》, 민음사(2013)
- 무라카미 하루키 지음, 양억관 옮김, 《색채가 없는 다자키 쓰쿠루와 그가 순례를 떠난 해》, 민음사(2013)
- 곽준혁 지음, 《지배와 비지배》, 민음사(2013)
- 강신주 지음, 《강신주의 감정수업》, 민음사(2013)
- 권영민 지음, 《이상 문학의 비밀 13》, 민음사(2012)
- 김희진 지음, 《욕조》, 민음사(2012)
- 박주택 지음, 《현대시의 사유 구조》, 민음사(2012)
- 왕가리 마타이 지음, 이수영 옮김, 《지구를 가꾼다는 것에 대하여》, 민음사(2012)
- 오르한 파묵 지음, 이난아 옮김, 《소설과 소설가》, 민음사(2012)
- 서동욱, 장대익, 하지현, 우석훈, 강신주 지음, 《한평생의 지식》, 민음사(2012)
- 노희준 지음, 《넘버》, 민음사(2012)
- 조너선 사프란 포어 지음, 송은주 옮김, 《동물을 먹는다는 것에 대하여》, 민음사(2011)
- 손현철 지음, 《모래강의 신비》, 민음사(2011)
- 《릿터》
- 《레닌전집》 시리즈 전 9권, 아고라

## 참고자료
- 한국, 여성, 그래픽 디자인 11 (6699프레스)
- 계간 GRAPHIC #46, Studio Directory
- 『무의미의 축제』, 속표지에 담긴 소심한 사심 http://minumsa.com/booklife/24488/
- 책을 만드는 사람들 ― 출판 디자이너들의 이야기 https://webzine.munjang.or.kr/archives/143400
- 그들의 공간이 궁금하다 – 067. 박연미 북디자이너 https://street-h.com/magazine/92427/